# Gosse (Solingen)
Gosse ist eine Hofschaft im äußersten Südwesten der bergischen Großstadt Solingen. 

## Lage und Beschreibung
Die Hofschaft Gosse liegt im Süden des Stadtteils Aufderhöhe an der Wipperauer Straße zwischen der Kreuzung mit der Landesstraße 288, der Opladener Straße, sowie der Hofschaft Horn. Im Ort sind noch einige historische Fachwerkhäuser vorhanden, von denen einige zur Wipperauer Straße nummeriert sind. Ein Teil der zu dem Ort gehörenden Gebäude befindet sich auch an einer nach Süden abzweigenden Stichstraße, die den Namen des Ortes trägt, dort befindet sich auch ein Reithof. Das Umfeld der Gosse ist bis heute ländlich und vielfach auch landwirtschaftlich geprägt, an Gosse vorbei fließt zudem der Bach Elbe, der wenige hundert Meter weiter südlich in die Wupper mündet. Dort befindet sich auch die Stadtgrenze zu Leichlingen.
Benachbarte Ortslagen sind bzw. waren (von Nord nach West): Brand, Birkendahl, Haasenmühle, Horn, Wachssack, Rupelrath, Holzkamp und Landwehr sowie auf Leichlinger Seite Kradenpuhl, Unterberg und Müllerhof.

## Etymologie
Eine Gosse ist eine Abwasserrinne, an der der Ort sich einst befunden hat.

## Geschichte
Gosse ist seit dem 15. Jahrhundert nachweisbar, die erste urkundliche Erwähnung erfolgte im Jahre 1488 als zor Gossen.:1 Im Jahre 1715 ist der Ort in der Karte Topographia Ducatus Montani, Blatt Amt Solingen, von Erich Philipp Ploennies mit einer Hofstelle verzeichnet und als Goſsen benannt. Gosse wurde in den Ortsregistern der Honschaft Ruppelrath innerhalb des Amtes Solingen geführt. Die Topographische Aufnahme der Rheinlande von 1824 verzeichnet den Ort als Goſse, ebenso wie die Preußische Uraufnahme von 1844. In der Topographischen Karte des Regierungsbezirks Düsseldorf von 1871 ist der Ort als Gosse verzeichnet.
Nach Gründung der Mairien und späteren Bürgermeistereien Anfang des 19. Jahrhunderts gehörte der Ort zur Bürgermeisterei Höhscheid, die 1856 zur Stadt erhoben wurde.
1815/16 lebten 53, im Jahr 1830 67 Menschen im als Weiler bezeichneten Wohnplatz. 1832 war der Ort weiterhin Teil der Honschaft Ruppelrath innerhalb der Bürgermeisterei Höhscheid, dort lag er in der Flur VIII. Reinoldi Capelle. Der nach der Statistik und Topographie des Regierungsbezirks Düsseldorf als Hofstadt kategorisierte Ort besaß zu dieser Zeit ein öffentliches Gebäude, zwölf Wohnhäuser und 15 landwirtschaftliche Gebäude. Zu dieser Zeit lebten 73 Einwohner im Ort, davon fünf katholischen und 68 evangelischen Bekenntnisses. Die Gemeinde- und Gutbezirksstatistik der Rheinprovinz führt den Ort 1871 mit 15 Wohnhäuser und 142 Einwohnern auf. Im Gemeindelexikon für die Provinz Rheinland von 1888 werden 28 Wohnhäuser mit 169 Einwohnern angegeben. 1895 besitzt der Ortsteil 35 Wohnhäuser mit 175 Einwohnern und gehörte zum evangelischen Kirchspiel Rupelrath, 1905 zählt der Ort 28 Wohnhäuser mit 222 Einwohnern.
Mit der Städtevereinigung zu Groß-Solingen im Jahre 1929 wurde Gosse ein Ortsteil Solingens. Seit Dezember 1986 stehen von den historischen Fachwerkhäusern im Ort die Gebäude Wipperauer Straße 72, 80, 82, und 84 unter Denkmalschutz.

## Nahverkehr

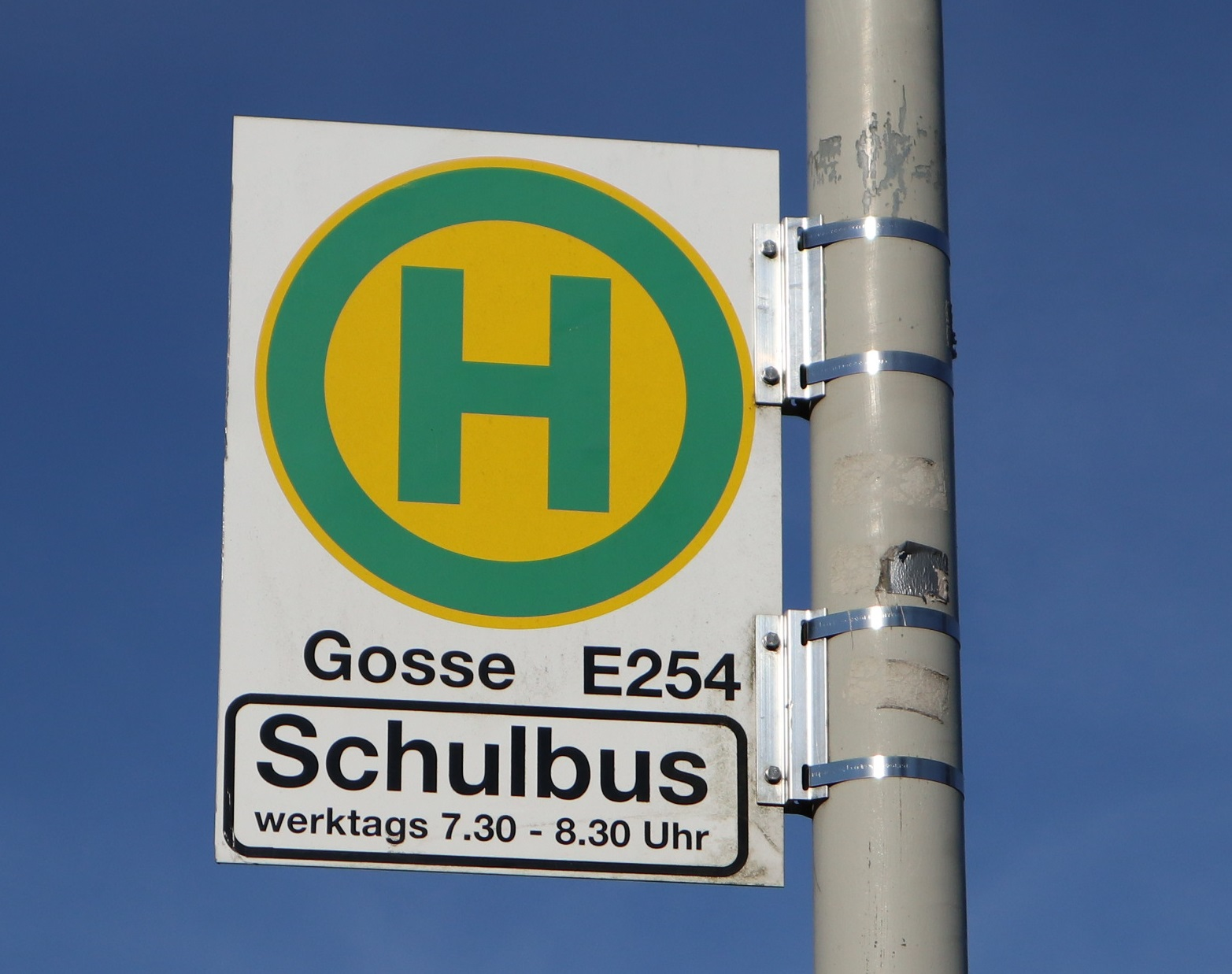

Gosse ist täglich durch die Buslinie 694 an das Dieselbusnetz der Stadtwerke Solingen mit einer eigenen Haltestelle angeschlossen. Der abendlich letzte Kurs der Buslinie 694 führt vom Solinger Hauptbahnhof anstatt nach Leichlingen nur noch bis Gosse. Für Schulkinder, die in Leichlingen zur Schule gehen, besteht von Gosse aus morgens an Werktagen ein Einsatzbusverkehr der VRS-Buslinie 254.
| Linie    | Linienverlauf                                                                                          |
| -------- | --- |
| 694      | Solingen Hauptbahnhof – Aufderhöhe – Gosse – Leichlingen Bahnhof – Leichlingen Busbahnhof              |
| VRS E254 | Leichlingen, Am Adler – Solingen, Gosse – Leichlingen, Schulzentrum Am Hammer – Leichlingen Busbahnhof |